# Calandrinia breweri
Calandrinia breweri är en källörtsväxtart som beskrevs av S. Wats. Calandrinia breweri ingår i släktet sidenblommor, och familjen källörtsväxter. Inga underarter finns listade i Catalogue of Life.

## Bildgalleri

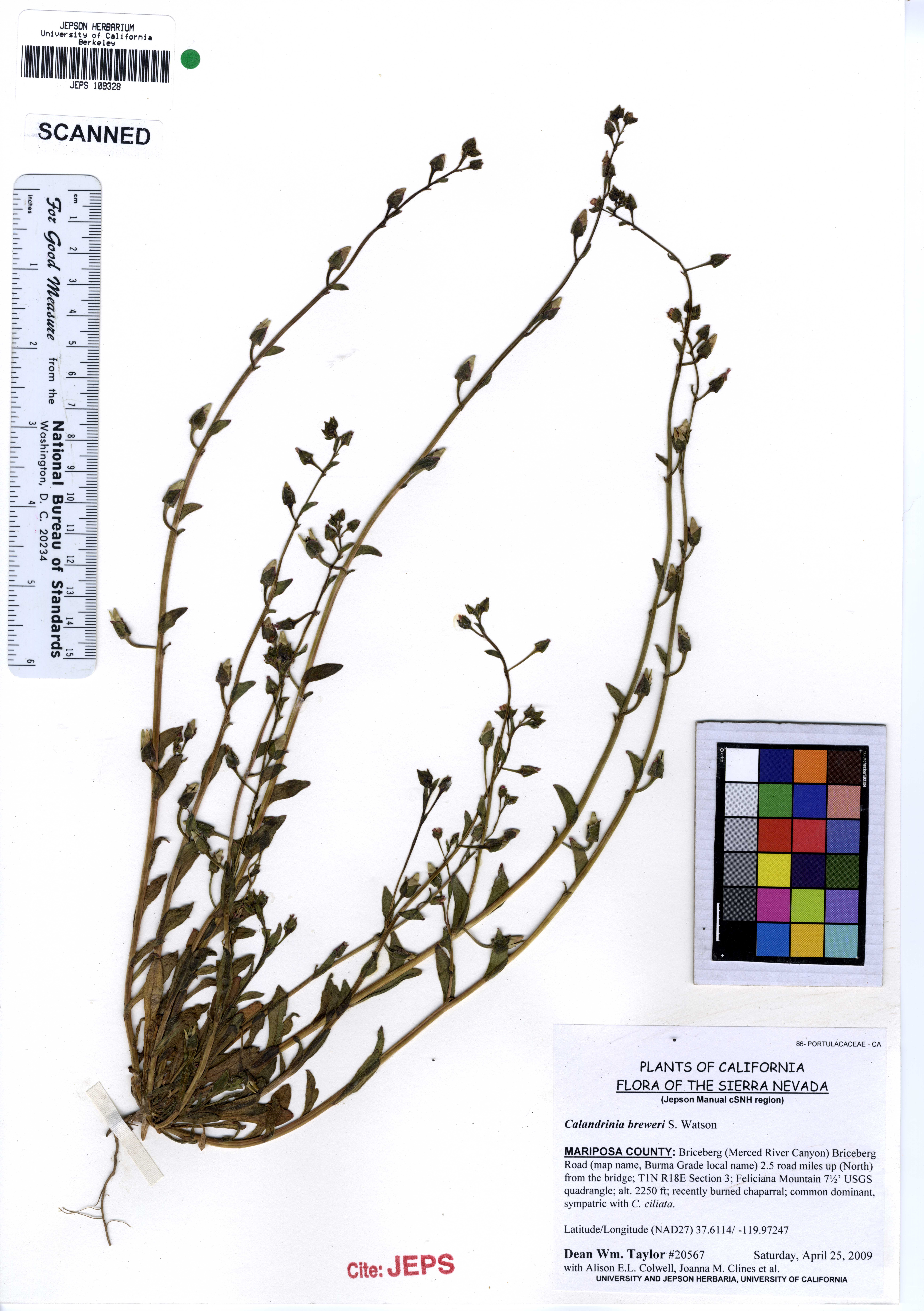
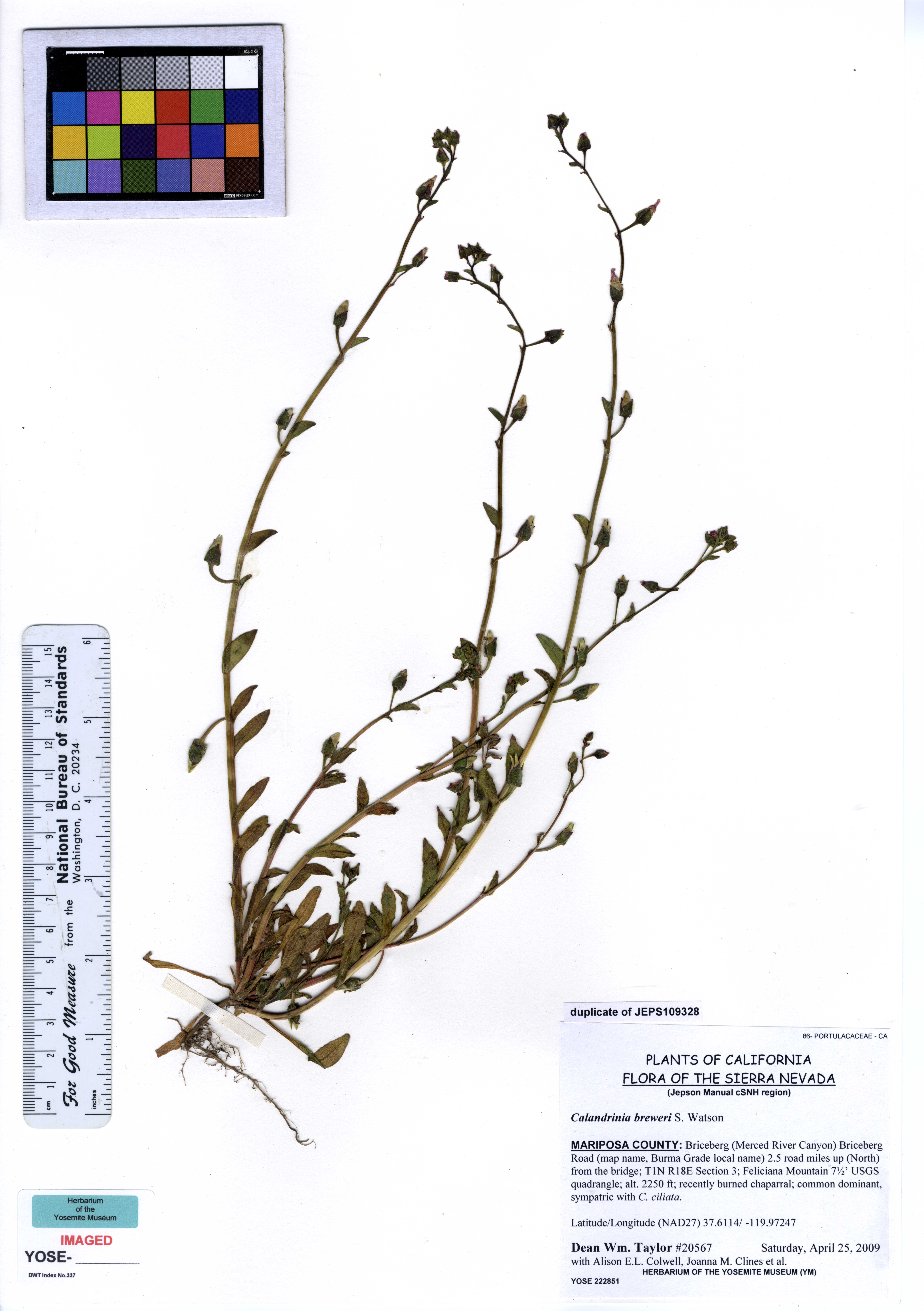